# (73290) 2002 JB65
(73290) 2002 JB65 – planetoida z pasa głównego asteroid okrążająca Słońce w ciągu 5,21 lat w średniej odległości 3 j.a. Odkryta 9 maja 2002 roku.